# Reginaldo Ferreira da Silva
Reginaldo Ferreira da Silva (sinh ngày 31 tháng 7 năm 1993) là một cầu thủ bóng đá người Brasil.

## Sự nghiệp câu lạc bộ
Reginaldo Ferreira da Silva đã từng chơi cho JEF United Chiba.

## Thống kê câu lạc bộ

### J.League
| Đội              | Năm       | J.League | J.League | J.League Cup | J.League Cup | Tổng cộng | Tổng cộng |
| Đội              | Năm       | Trận     | Bàn      | Trận         | Bàn          | Trận      | Bàn       |
| ---------------- | --------- | -------- | -------- | ------------ | ------------ | --------- | --------- |
| JEF United Chiba | 2012      | 10       | 0        | -            | -            | 10        | 0         |
| Tổng cộng        | Tổng cộng | 10       | 0        | 0            | 0            | 10        | 0         |